# Heinz Richter (läkare)
Heinz Karl Alfred Richter, född 7 september 1911 i Leoben, Steiermark, död 1972 i Ljusne församling, Gävleborgs län, var en österrikisk-svensk läkare. 
Efter studier vid universitetet i Graz avlade han Doctor medicinae-examen 1939 och tjänstgjorde därefter på olika sjukhus i Österrike. År 1959 invandrade han till Sverige, där han blev vikarierande underläkare vid Gällivare lasarett samma år och därefter provinsialläkare i Malmbergets första distrikt. Han tjänstgjorde även under kortare perioder vid Vipeholms sjukhus i Lund 1960–1961 och som provinsialläkare i Gusums distrikt 1962. Efter att ha erhållit svensk läkarlegitimation 1962 var han verksam som provinsialläkare i Ljusne distrikt från 1963 till sin död. Han tjänstgjorde även som bland annat skolläkare. 